# Bättwil
Bättwil (toponimo tedesco) è un comune svizzero di 1 195 abitanti del Canton Soletta, nel distretto di Dorneck.
È uno dei comuni della valle di Leimental.